# Großsteingrab Klein Ziethen
Das Großsteingrab Klein Ziethen war eine megalithische Grabanlage vermutlich der jungsteinzeitlichen Trichterbecherkultur bei Klein Ziethen, einem Ortsteil von Ziethen im Landkreis Barnim (Brandenburg). Es wurde 1985/86 beim Pflügen auf einer Geländekuppe entdeckt und zerstört. Eine Notgrabung erbrachte nur wenige Ergebnisse. Das Grab bestand aus mehreren großen Findlingen, die von einer Steinpackung umgeben waren. Über Maße und Ausrichtung liegen keine Angaben vor. Auch der Typ ist nicht bestimmbar, Eberhard Kirsch ordnet die Anlage nur allgemein als Großsteingrab oder mögliche Blockkammer ein, Hans-Jürgen Beier allgemein als Großsteingrab. Während der Bergung wurden im Abraum menschliche Skelettreste gefunden, darunter Schädelfragmente und Zähne. Grabbeigaben wurden nicht festgestellt.